# Resnik (Zreče)
Resnik (Duits: Resnigg bei Schwagberg) is een plaats in Slovenië en maakt deel uit van de gemeente Zreče in de NUTS-3-regio Savinjska. De plaats telde 122 inwoners op 1 januari 2020.

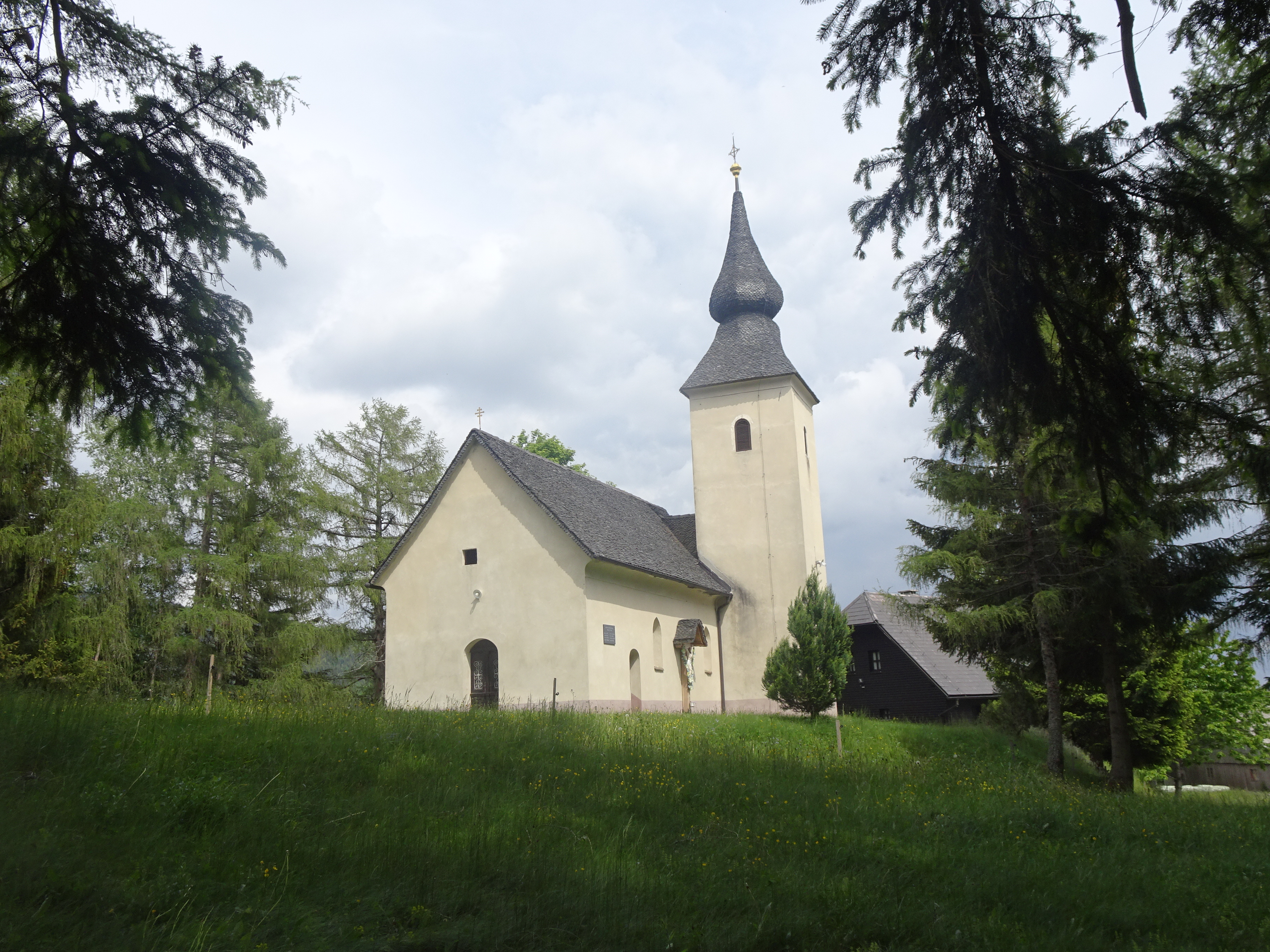
Sint Jakobuskerk